# Konstantínos Kanellópoulos
Konstantínos Kanellópoulos (grec moderne : Κωνσταντίνος Κανελλόπουλος) est un officier de la marine grec ayant atteint le grade de contre-amiral.
Il naît en 1872, étant le neveu de l'officier de marine et éducateur Ilías Kanellópoulos. Il rejoint la Marine royale hellénique en tant qu'enseigne en 1890, et participe à la guerre gréco-turque de 1897 et aux guerres balkaniques de 1912-13. Il prend sa retraite avec le grade de contre-amiral le 10/23 mai 1920.
Son frère aîné, Fílippos, devient également officier de marine et atteint le rang de vice-amiral.